# Concerto pour piano no 5 de Martinů
Pour un article plus général, voir Concerto pour piano.
Pour les articles homonymes, voir Concerto pour piano (homonymie).
Fantasia concertante
Le Concerto pour piano et orchestre no 5 en si bémol majeur (Fantasia concertante) H.366 est un concerto du compositeur tchèque Bohuslav Martinů composé entre le 2 septembre 1957 et le 3 janvier 1958 alors que Martinů est en résidence chez les Sacher à Schönenberg. Il fut créé à Berlin le 31 janvier 1959 sous la baguette du chef d'orchestre Gotthold Ephraim Lessing avec le Radio-Symphonie-Orchester Berlin avec Margrit Weber, la dédicataire au piano. La première américaine se situe à Boston les 4 et 5 mars 1960 avec l'orchestre symphonique de Boston sous la direction de son chef Charles Munch avec la soliste suisse. C'est le dernier concerto pour piano et orchestre du compositeur. Il est édité à Vienne par Universal Edition en 1959.

## Orchestration
| Instrumentation du Concerto pour piano no 5                                                    |
| Soliste                                                                                        |
| Piano                                                                                          |
| Cordes                                                                                         |
| Premiers violons, seconds violons, altos, violoncelles, contrebasses                           |
| Bois                                                                                           |
| Piccolo, 2 flûtes, 2 hautbois, 2 clarinettes en si♭, 2 bassons                                 |
| Cuivres                                                                                        |
| 4 cors en fa, 3 trombones 2 trompettes en do                                                   |
| Percussions                                                                                    |
| Timbales, grosse caisse, cymbales, xylophone triangle, 2 tambours (petit et grand), wood-block |

## Structure

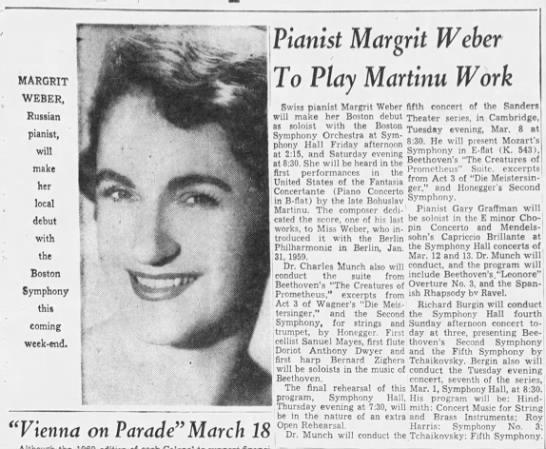
Le journal The Boston Globe du 28 février 1960 annonce la première américaine du Concerto pour piano et orchestre no 5 de Martinů avec Margrit Weber en soliste.

Écrit entre les compositions de la deuxième et troisième des Paraboles pour orchestre H. 367, ce cinquième concerto est une œuvre lyrique, « un fascinant mélange de fraîcheur bohémienne et de plasticité sonore italienne ». Comme le remarque Guy Erismann un monde sépare cette nouvelle composition du quatrième concerto pour piano et orchestre « sans qu'il soit possible de (la) déprécier ». Composé pour grand orchestre symphonique, l'œuvre se divise en trois mouvements pour une durée approximative de vingt-cinq minutes.
1. Poco allegro risoluto, en si bémol majeur, à
2. Poco andante, en fa majeur-sol majeur, à
3. Poco allegro, en la majeur-si bémol majeur, à

Le premier mouvement Poco allegro risoluto « est dynamique, vigoureux et coloré, privilégiant des motifs d'inspiration tchèque ».
Le vaste Poco andante qui s'ouvre sur des accords mystérieux, d'« un calme merveilleux » laisse au piano le soin de broder une mélodie d'« une simplicité schubertienne » (schubertscher Schlichtheit ) ponctuée de temps à autre par des intermèdes de conflits intérieurs.

## Discographie sélective
- Margrit Weber et l'orchestre symphonique de la Radiodiffusion bavaroise dirigé par Rafael Kubelík (juin 1965, DG) (OCLC 1131479885)
- Emil Leichner ; Orchestre philharmonique tchèque, dir. Jiří Bělohlávek (1989, Supraphon 11 1313/14-2) (OCLC 34449231)
- Giorgio Koukl et l'orchestre philharmonique Bohuslav Martinů, de Zlín, dirigé par Arthur Fagen (octobre 2008, Naxos 8.572206)